# 富兰克林·拉文
富兰克林·拉文（英語：Frank Lavin），前任美國駐新加坡大使。1996年至2001年在香港和新加坡从事银行和风险投资工作。曾就职于花旗银行和美洲银行。

## 教育经历
在乔治敦大学外交学院获得学士，在该大学获中文和历史硕士，在约翰·霍普金斯大学获国际关系和国际经济学硕士，在沃顿商学院获得金融工商管理硕士。